# Borvörös amarant
A borvörös amarant (Lagonosticta larvata vinacea) a madarak osztályának a verébalakúak (Passeriformes) rendjébe, ezen belül a díszpintyfélék (Estrildidae) családjába tartozó álarcos amarant (Lagonosticta larvata) alfaja.

## Rendszerezés
Besorolása vitatott, egyes rendszerezők szerint önálló faj Lagonosticta vinacea néven.

## Előfordulása
Afrika nyugati részén honos. A természetes élőhelye bokrosok, szavannák és síkságok.

## Megjelenése
A kifejlett hím fekete maszkot visel, mely hiányzik a tojóról.

## Életmódja
A földön keresgéli magvakból és rovarokból álló táplálékát.

## Szaporodása
Fészekalja 4 fehér tojásból áll, melyen 11-13 napig kotlik.